# We All Got Out of the Army
We All Got Out of the Army è il 13° album in studio long playing di Robert Pollard, membro fondatore dei Guided by Voices; venne pubblicato nel 2010 negli Stati Uniti d'America sia in vinile che in CD dalla Guided By Voices Inc.. Come nel precedente album, Elephant Jokes, Pollard ha suonato la chitarra in alcuni brani nei quali tutta la strumentazione è stata suonata dal produttore Todd Tobias.

## Tracce
Lato A
1. Silk Rotor
2. I Can See
3. Post Hydrate Update
4. Your Rate Will Never Go Up
5. On Top of the Vertigo
6. Red Pyramid
7. Talking Dogs
8. Rice Train
9. Wild Girl

Lato B
1. I'll Take the Cure
2. Cameo of a Smile
3. Poet Bums
4. How Many Stations
5. His Knighthood Photograph
6. Face Down
7. We All Got Out (Of the Army)
8. Faster To Babylon

## Musicisti
- Todd Tobias: basso, batteria, percussioni, chitarra, tastiere
- Robert Pollard: voce, chitarra